# Hatfield Peverel
Hatfield Peverel ist ein Dorf und eine Verwaltungseinheit im District Braintree in der Grafschaft Essex, England. Hatfield Peverel ist 8,5 km von Chelmsford entfernt. Im Jahr 2011 hatte es 4376 Einwohner. Hatfield Peverel wurde 1086 im Domesday Book als Ha(d)felda erwähnt.